# سيف الله الأصرم
سيف الله الأصرم، ولد في 1948، هو سياسي تونسي، شغل منصب رئيس بلدية تونس، ويحمل بذلك لقب «شيخ المدينة».

## السيرة الذاتية
ينتمي سيف الله الأصرم إلى عائلة الأصرم التي تنحدر من أصول يمنية، وهي عائلة عريقة في مدينة تونس.

كان سيف الله الأصرم موظفا ساميا في وزارة السياحة التونسية، حيث شغل لسنوات منصب متصرف عام الديوان الوطني التونسي للسياحة إلى حدود 2013. 

شغل كذلك منصب رئيس مدير عام ثلاثة شركات حكومية، وهي شركة قولف قرطاج (تشرف على غولف قرطاج) وشركة بروموقولف الحمامات (تشرف على غولف ياسمين) وشركة بروموقولف المنستير (تشرف على غولف فلامينغو).

بعد الثورة التونسية في 2011 وإثر حل المجالس البلدية، عين سيف الله الأصرم في 8 أبريل 2011 رئيسا للنيابة الخصوصية لبلدية تونس، وتسلم مهامه يوم 23 أبريل،. وأصبح بذلك رئيسا لبلدية تونس ويحمل لقب شيخ المدينة. بقي في هاته المهمة حتى 3 يوليو 2018 إثر إجراء أول انتخابات بلدية بعد الثورة.

## الحياة الخاصة
سيف الأصرم متزوج من باها كشك وله ثلاثة أبناء: عالية (محامية) وأمين (مهندس) وآمنة.

أحد أسلافه هو محمود الأصرم (1775-1837) وكان «باش كاتب» حسين باي الثاني إبتداءً من 1827.